# Superymnigt tal
Inom matematiken är superymniga tal (även kallade superrika tal) en klass av naturliga tal. Ett naturligt tal n är superymningt om för alla m < n är
{\displaystyle {\frac {\sigma (m)}{m}}<{\frac {\sigma (n)}{n}}}
där σ är sigmafunktionen, dvs summan av alla delare till m.
De första superymninga talen är:
1, 2, 4, 6, 12, 24, 36, 48, 60, 120, 180, 240, 360, 720, 840, 1260, 1680, 2520, 5040, 10080, 15120, 25200, 27720, 55440, 110880, 166320, 277200, 332640, 554400, 665280, 720720, 1441440, 2162160, 3603600, 4324320, 7207200, 8648640, 10810800, … (talföljd A004394 i OEIS)
Superymniga tal definierades av Leonidas Alaoglu och Paul Erdős (1944).